# Keersluisbrug
De Keersluisbrug is een verkeersbrug van het type ophaalbrug over het Kanaal door Walcheren in de Nederlandse gemeente Vlissingen. Voor het wegverkeer is het een tweebaansweg met aan beide kanten een (brom-)fietspad en een voetpad. Het beheer is in handen van de provincie Zeeland.
De doorvaartbreedte is 19,84 meter en de doorvaarthoogte bij gesloten brug is 2,4 meter. De bediening wordt op afstand gedaan vanuit “Sluis Vlissingen”, te bereiken op VHF-kanaal 22. De brug werd in september 1954 geopend, nadat bij de bouw van de brug met bijbehorende sluizencomplex tal van tegenslagen te noteren waren, waaronder de watersnoodramp van 1953. 
Naast de brug ligt 130 m in noordoostelijke richting de Keersluis Vlissingen waaraan deze brug de naam te danken heeft.